# طوابع البريد والتاريخ البريدي للهند

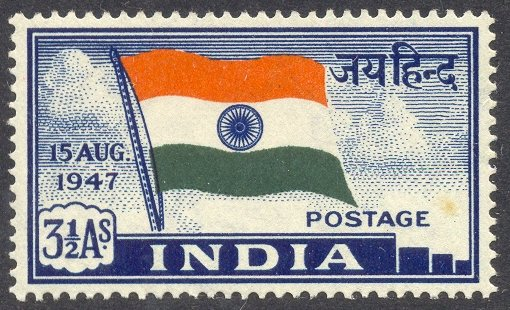
أول طابع بريدي للهند المستقلة يظهر العلم الهندي الجديد. كان مخصصًا للمراسلات الأجنبية.

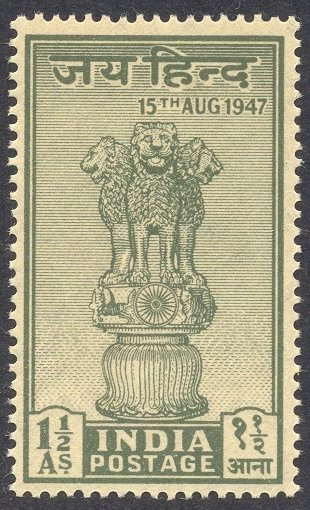
الطابع الثاني يصور عاصمة أسود أسوكان الشعار الوطني للهند وكان للاستخدام المحلي.

طوابع البريد والتاريخ البريدي للهند فعلى مدى سنوات تطورت أنظمة البريد الهندية للاتصالات العسكرية والحكومية الفعالة قبل وقت طويل من وصول الأوروبيين. فعندما قام البرتغاليون والهولنديون والفرنسيون والدنماركيون والبريطانيون بغزو المراثيين الذين هزموا المغول بالفعل ظلت أنظمتهم البريدية موجودة إلى جانب أنظمة العديد من الدول المستقلة إلى حد ما. كما ضمت شركة الهند الشرقية البريطانية تدريجيًا القوى الأخرى في شبه القارة الهندية وأوجدت نظاماً إدارياً بريطانياً في معظم أنحاء الهند الحديثة مع الحاجة إلى إنشاء وصيانة أنظمة البريد الرسمية والتجارية.
مع أن مكتب البريد الهندي تأسس في عام 1837 إلا أن أول طابع لاصق في آسيا وهو طابع سيندي داوك قدمه في عام 1852 السير بارتل فرير مدير شركة الهند الشرقية لإقليم السند. وتطور النظام البريدي الهندي إلى شبكة واسعة النطاق وموثوقة وقوية توفر الاتصال بجميع أنحاء الهند تقريبًا وبورما ومستوطنات المضيق والمناطق الأخرى التي تسيطر عليها شركة الهند الشرقية (EIC). بناءً على نظام البريد النموذجي الذي قدمه المصلح رولاند هيل في إنجلترا وفرت خدمات بريدية فعالة بتكلفة منخفضة ومكنت من العمل التجاري والعسكري والإداري السلس لشركة الهند الشرقية وخليفتها الراج البريطاني. وكانت البريدات الإمبراطورية موجودة جنبًا إلى جنب مع العديد من الأنظمة البريدية التي تديرها العديد من الولايات الهندية والتي كان بعضها ينتج طوابع بريدية للاستخدام داخل مناطق نفوذها في حين كانت طوابع البريد الهندية البريطانية مطلوبة لإرسال البريد خارج حدود هذه الولايات. وظهرت خدمات التلغراف والهاتف كجزء من البريد قبل أن تصبح أقسامًا منفصلة. وبعد استقلال الهند عام 1947 واصلت الخدمة البريدية الهندية عملها على مستوى البلاد وتقدم العديد من الخدمات القيمة ومنخفضة التكلفة لعامة الناس في الهند. كما أن باكستان لديها خدمة بريدية خاصة بها منذ عام 1947 وبورما منذ عام 1948 وبنجلاديش منذ عام 1971.

## التاريخ البريدي للهند

### الهند القديمة والعصور الوسطى
يبدأ تاريخ النظام البريدي في الهند قبل وقت طويل من ظهور الطوابع البريدية. وقد أرجعت أصولها إلى أنظمة الإمبراطورية الفارسية التي أسسها كورش الكبير وداريوس الأول لتوصيل المعلومات العسكرية والسياسية المهمة. يُعد كتاب الأثارفافيدا (أو أرثفيدا) أحد أقدم الكتب في العالم وهو يسجل خدمة الرسائل في الهند القديمة منذ آلاف السنين. وقد ذكرت أنظمة جمع المعلومات وبيانات الإيرادات من المقاطعات في كتاب "أرثاشاسترا" لتشاناكيا (بمعنى الاستراتيجية العسكرية والمهارة) (ق. القرن الثالث قبل الميلاد).
في العصور القديمة كان الملوك (أو الراجا) والأباطرة (أو مهراجا) والحكام والزاميندار (أو اللوردات الإقطاعيين) يحمون أراضيهم من خلال أجهزة استخباراتية تابعة للشرطة أو جيش مدربين تدريبًا خاصًا وخدمات بريدية لنقل المعلومات والحصول عليها عبر العدائين والرسل وحتى الحمام في معظم أنحاء الهند. وكان رئيس جهاز المخابرات المعروف باسم داكبال (مدير مكتب البريد) يحافظ على خطوط الاتصال... وكان الناس يرسلون الرسائل إلى أقاربهم البعيدين عبر أصدقائهم أو جيرانهم.

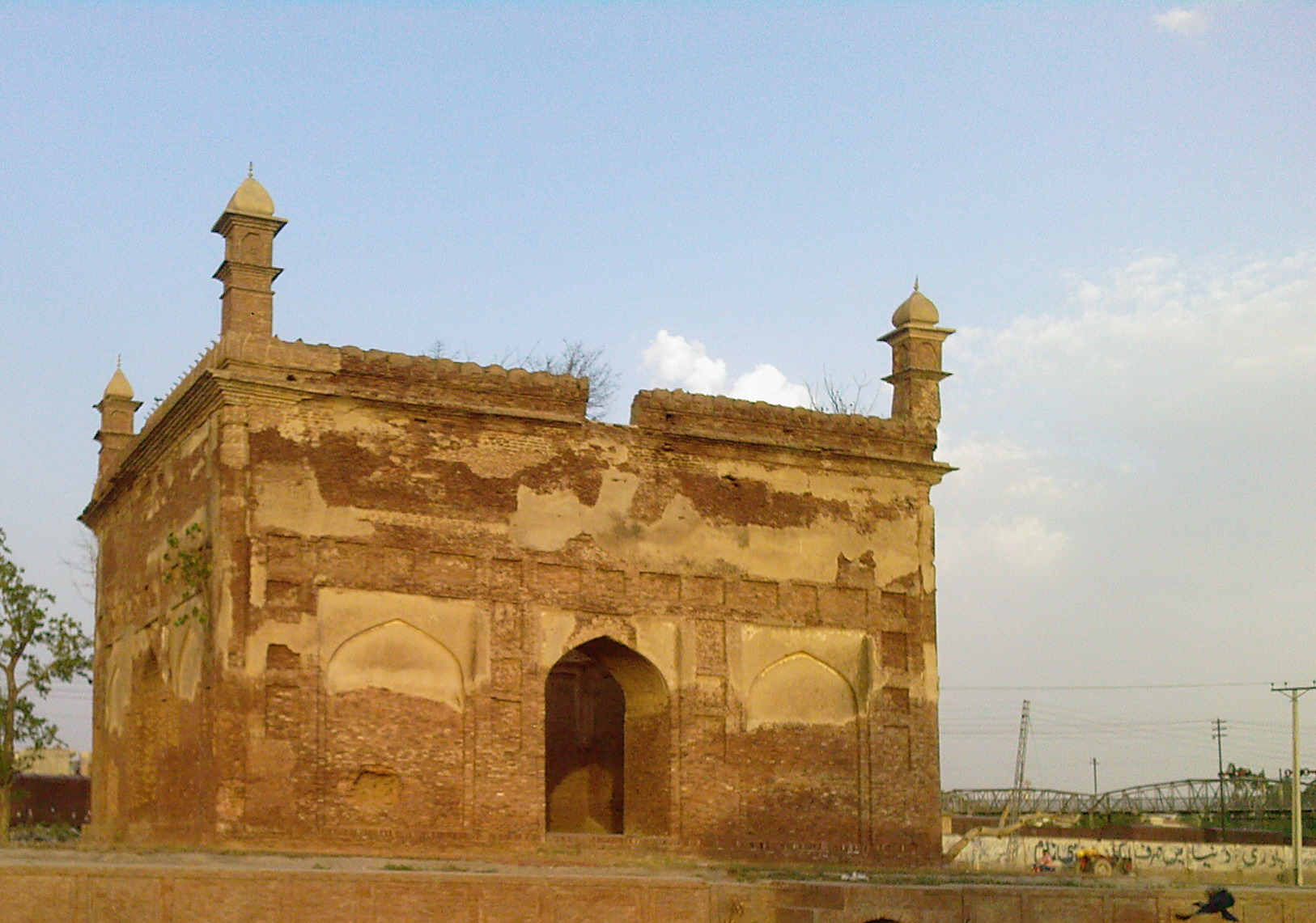
داك تشوكي من فترة شير شاه سوري وزير آباد بالبنجاب في باكستان

كان قطب الدين أيبك أول سلطان لدلهي قبل استعمار المغول للهند وكان سلطانًا لمدة أربع سنوات فقط خلال 1206-1210 ولكنه أسس سلالة المماليك وأنشأ نظام بريد الرسول. وقد وسع هذا إلى "داك تشوكيس" وهي خدمة تعتمد على الخيول والعدائين على الأقدام على يد علاء الدين الخلجي في عام 1296. واستبدل شير شاه سوري (1541-1545) العدائين بالخيول لنقل الرسائل على طول الطريق السريع في شمال الهند والمعروف اليوم باسم طريق جراند ترانك والذي بناه بين البنغال والسند عبر طريق تجاري قديم عند قاعدة جبال الهيمالايا الأوتاراباثا. كما قام ببناء 1700 "سراي" حيث كان يحتفظ دائمًا بحصانين لإرسال البريد الملكي. وأدخل أكبر الجمال بالإضافة إلى الخيول والعدائين.
في جنوب الهند في عام 1672 بدأ راجا تشوك ديو من ميسور خدمة بريدية فعالة والتي حسنت بدرجة أكبر على يد حيدر علي.

### البريد وشركة الهند الشرقية

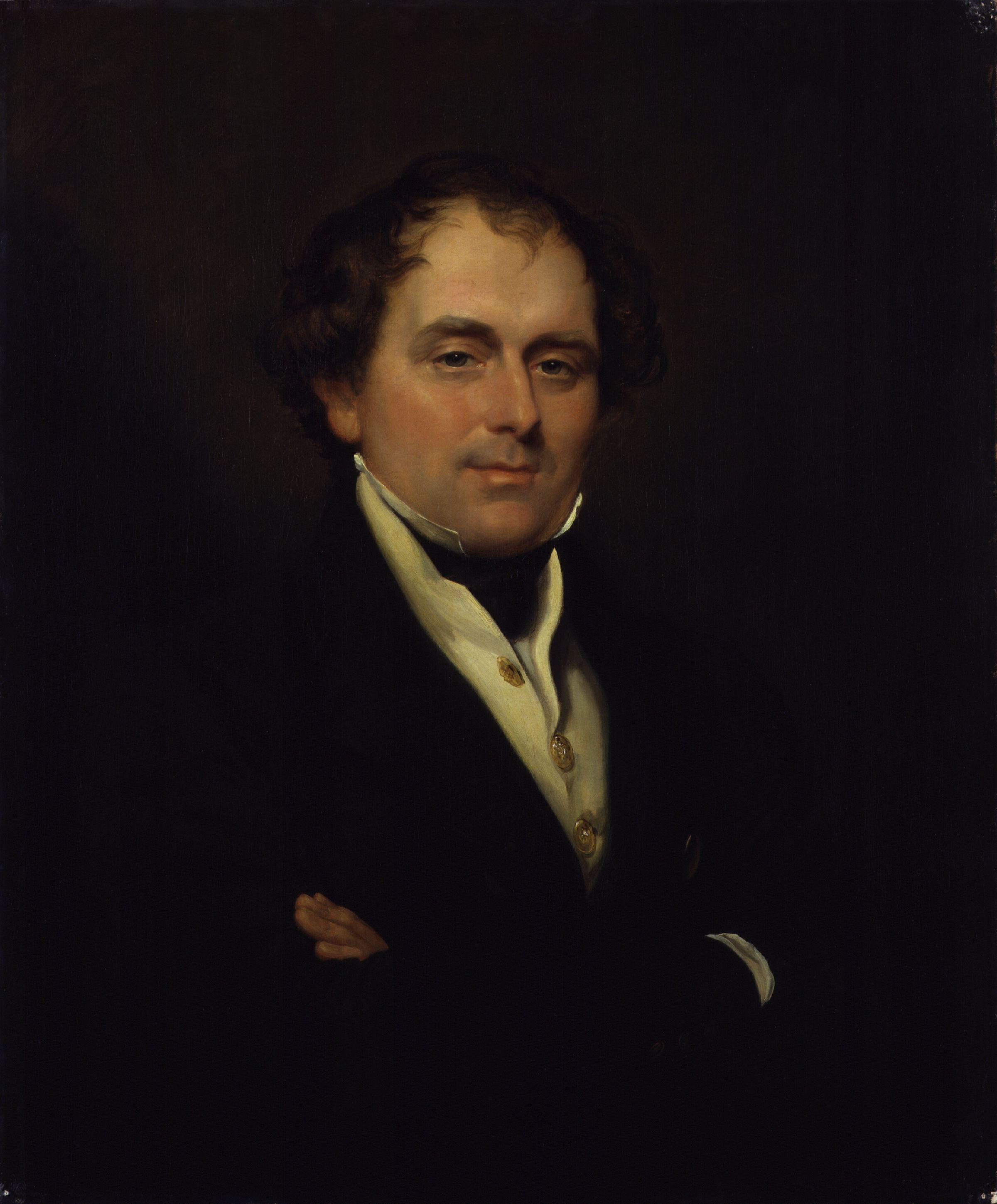
توماس واجهورن ق. 1847 بريشة السير جورج هايتر

اتخذت شركة الهند الشرقية خطوات بناءة لتحسين أنظمة البريد الموجودة في الهند عندما فتحت مكتب بريد في بومباي في عام 1688 ثم المكاتب المماثلة في كلكتا ومدراس. قام اللورد كلايف بتوسيع الخدمات بشكل أكبر في عام 1766 وفي عام 1774 قام وارن هاستينجز بجعل الخدمات متاحة لعامة الناس. حيث كانت الرسوم المفروضة هي اثنين من الأنا لكل 100 ميل. وتعتبر الطوابع البريدية المطبقة على هذه الرسائل نادرة للغاية وقد سُميت "علامات الأسقف الهندي" نسبةً إلى العقيد هنري بيشوب المدير العام لمكتب البريد في المملكة المتحدة الذي قدم هذه الممارسة في بريطانيا. تأسس قسم البريد التابع لشركة الهند الشرقية لأول مرة في 31 مارس 1774 في كلكتا ثم تلا ذلك في عام 1778 في مدراس وفي عام 1792 في بومباي. بعد عام 1793 عندما قدم كورنواليس لائحة التوطين الدائم أصبحت المسؤولية المالية عن الحفاظ على المناصب الرسمية تقع على عاتق الزامندار. إلى جانب ذلك ظهرت أنظمة البريد الخاصة لنقل الرسائل تجارياً باستخدام البريد المستأجر. كما أنشأت شركة الهند الشرقية البنية التحتية الخاصة بها لتوسيع وإدارة القوة العسكرية والتجارية. دفعت أجور العدائين حسب المسافة التي يقطعونها ووزن رسائلهم.
كان حمل البريد عملاً خطيرًا:
باستثناء المناطق التي قد تعجّ بالنمور نادرًا ما يصل البريد في غضون ساعة من موعده المحدد إلا كما لوحظ عند انحسار المياه. في هذه الحالة يجب اتباع طرق ملتوية عديدة مما يُطيل الطريق بشكل كبير. في المتوسط قد يقطع البريد مئة ميل يوميًا في الطقس الجيد. ويحمل كل كيس بريد "هوركارو" (أو عدّاء) برفقة "دوغي-والاه" أو طبالين يُحافظون على إيقاع طويل عند مرورهم بأي مكان مشبوه.

نص قانون البريد السابع عشر لعام 1837 على أن الحاكم العام للهند في المجلس كان له الحق الحصري في نقل الرسائل عن طريق البريد مقابل أجر داخل أراضي شركة الهند الشرقية. نص القسم العشرون على إلزام جميع السفن الخاصة بحمل الرسائل بأسعار محددة للبريد. وضع ختم يدوي على أحرف السفينة اللاصقة مسبقًا. وكانت الرسائل البريدية متاحة لبعض المسؤولين دون مقابل وهو ما أصبح امتيازًا مثيرًا للجدل مع مرور السنين. وعلى هذا الأساس أسس مكتب البريد الهندي في الأول من أكتوبر عام 1837.
نقل البريد الأوروبي العاجل براً عبر مصر خلال برزخ السويس. وكان هذا الطريق الذي ابتكره توماس واجهورن يربط البحر الأحمر بالبحر الأبيض المتوسط ومن ثم بالسفن البخارية عبر مرسيليا أو برينديزي أو ترييستي إلى وجهات أوروبية. ولم تفتتح قناة السويس إلا بعد ذلك بوقت طويل (17 نوفمبر 1869). لقد قلص الوقت المستغرق لنقل الرسائل باستخدام طريق البريد البري بدرجة كبيرة. لقد نجح طريق واجهورن في تقليص الرحلة من 16 ألف ميل عبر رأس الرجاء الصالح إلى 6 آلاف ميل؛ كما نجح في تقليص وقت العبور من ثلاثة أشهر إلى ما بين 35 و45 يوماً.

### منطقة شينده داوك

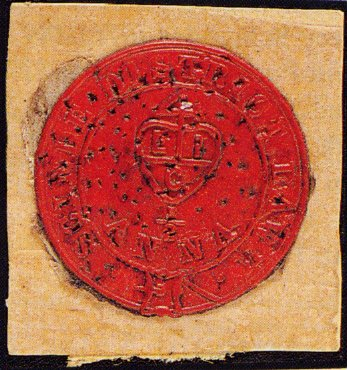
رقاقة سيندي دوك ذات الطابع الأحمر من عام 1852 أول طابع لاصق في آسيا

بدأ استخدام طوابع سيندي داوك اللاصقة للإشارة إلى الدفع المسبق للبريد في 1 يوليو 1852 في منطقة سيندي / السند كجزء من الإصلاح الشامل لنظام البريد في المنطقة. وقبل عام من ذلك استبدل السير بارتل فرير عمال البريد بشبكة من الخيول والجمال مما أدى إلى تحسين الاتصالات في وادي نهر السند لتلبية الاحتياجات العسكرية والتجارية لشركة الهند الشرقية البريطانية.
نقشت الطوابع الجديدة بأسلوب فردي على الورق أو رقاقة الشمع. حيث كان الشكل دائريًا مع وجود "سيندي ديستركت داوك" حول الحافة وعلامة التاجر لشركة الهند الشرقية البريطانية كشعار مركزي. بحيث كانت الورقة إما بيضاء أو بيضاء رمادية اللون.طبع الختم الأزرق على الورق بواسطة القالب في أثناء النقش بينما نقشت النسخة الشمعية على رقاقة شمع ختم حمراء على الورق، ولكن كل منهما كان له نفس القيمة 1/2 آنا. وقد استخدمت حتى أكتوبر 1854 ثم قمعت رسميًا. وأصبحت هذه العملات نادرة للغاية اليوم حيث تتراوح قيمتها بين 700 إلى 10 آلاف دولار أمريكي للنماذج المستخدمة عبر البريد. قيم الطابع الأحمر غير المستخدم سابقًا بمبلغ 65000 جنيه إسترليني من قبل ستانلي جيبونز (أساس 2006)، ومع ذلك يبدو الآن أنه لم تنجُ أي نماذج غير مستخدمة.

### إصلاحات عام 1854 والإصدارات الأولى

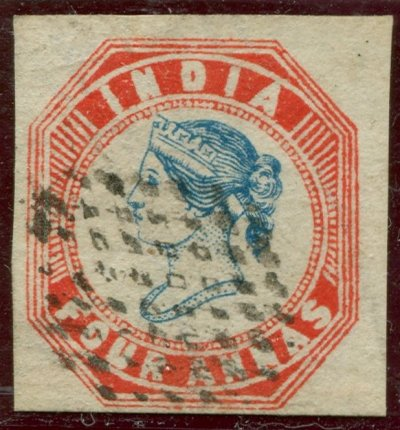
4 آنات 1854

طرحت أول طوابع بريدية صالحة للبريد في جميع أنحاء الهند للبيع في أكتوبر 1854 بأربع قيم: نصف آنا وآنا واحدة وآناان وأربع آنا. يضم الملف الشخصي الشبابي للملكة فيكتوريا. 15 عامًا صممت جميع القيم الأربع وطباعتها في كلكتا وأصدرت بدون ثقوب أو صمغ. وطبعت جميعها بالحجر باستثناء 2 آنا الخضراء والتي أنتجت عن طريق الطباعة من الكليشيهات النحاسية أو من ألواح مطبوعة كهربائيًا. وكانت قيمة الطوابع المكونة من 4 آنا (الموضحة) واحدة من أوائل الطوابع ثنائية اللون في العالم ولم يسبقها سوى طابع باسيل دوف وهو إصدار محلي جميل.
أصدرت هذه الطوابع بناءً على لجنة تحقيق قامت بدراسة دقيقة للأنظمة البريدية في أوروبا وأمريكا. في رأي جيفري كلارك كان من المقرر الحفاظ على النظام الإصلاحي "لصالح شعب الهند وليس لغرض زيادة الإيرادات". صوت المفوضون على إلغاء الممارسة السابقة المتمثلة في نقل الرسائل الرسمية مجانًا ("البريد"). وقد أوصى الحاكم العام اللورد دالهوزي بالنظام الجديد واعتمدته هيئة مديري شركة الهند الشرقية. وقد أدخلت أسعار "منخفضة وموحدة" لإرسال البريد بكفاءة في جميع أنحاء البلاد ضمن نطاق اختصاص شركة الهند الشرقية. وكان السعر الأساسي هو نصف آنا على الرسائل التي لا يزيد وزنها عن ربع تولة. كما كانت الطوابع ضرورية لإظهار أن البريد مدفوع مسبقًا وهو مبدأ أساسي في النظام الجديد، مثل التغييرات الأساسية للنظام البريطاني التي دعا إليها رولاند هيل وإصلاحات شينده التي اقترحها بارتل فرير. وقد أدت هذه الإصلاحات إلى إحداث تحول في خدمات البريد داخل الهند.

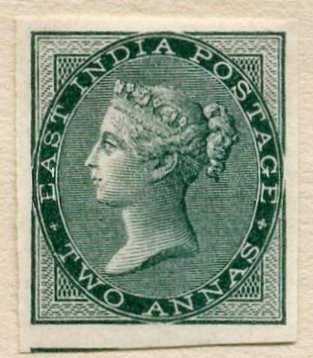
تصميم دي لا رو للركود الإقتصادي الإصدارات المطبوعة:
رخصة نشر ملونة من عام 1856
2 آنا "زجاجة خضراء"

كانت شركة الهند الشرقية قد حاولت بالفعل إصدار طابع بريدي قرمزي بنصف آنا في أبريل 1854 والمعروف باسم "9½ أقواس أسيي". ولم يكن من الممكن إنتاج هذه الكمية لأنها كانت تتطلب صبغة قرمزية باهظة الثمن لم تكن متوفرة بسهولة في إنجلترا وكانت الصبغة الهندية البديلة تدمر أحجار الطباعة.
صممت طوابع جديدة مع صورة الملكة فيكتوريا في صورة بيضاوية داخل إطار مستطيل ونقشت عبارة "بريد شرق الهند". طبعت هذه الطوابع شركة دي لا ريو في إنجلترا (التي أنتجت جميع الإصدارات اللاحقة من مجلة الهند البريطانية حتى عام 1925). ثم أصبحت أول هذه النسخ متاحة في عام 1855. وقد استمر استخدامها لفترة طويلة بعد أن تولت الحكومة البريطانية إدارة الهند في عام 1858 في أعقاب ثورة عام 1857 ضد حكم شركة الهند الشرقية. ابتداءً من عام 1865 بدأت الطوابع الهندية تطبع على ورق يحمل علامة مائية برأس فيل.

### إصلاحات عام 1866 والمعاهدات المؤقتة

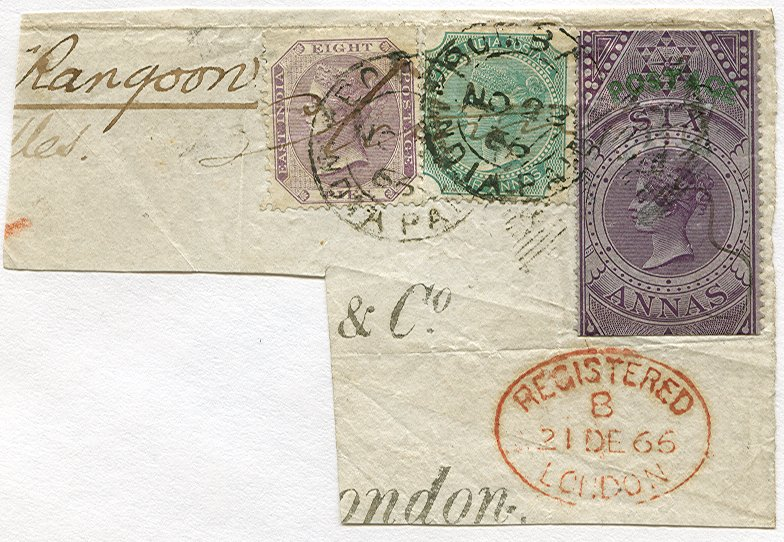
6 آنات مؤقتة 1866 من بومباي إلى لندن بالباخرة 28 يومًا

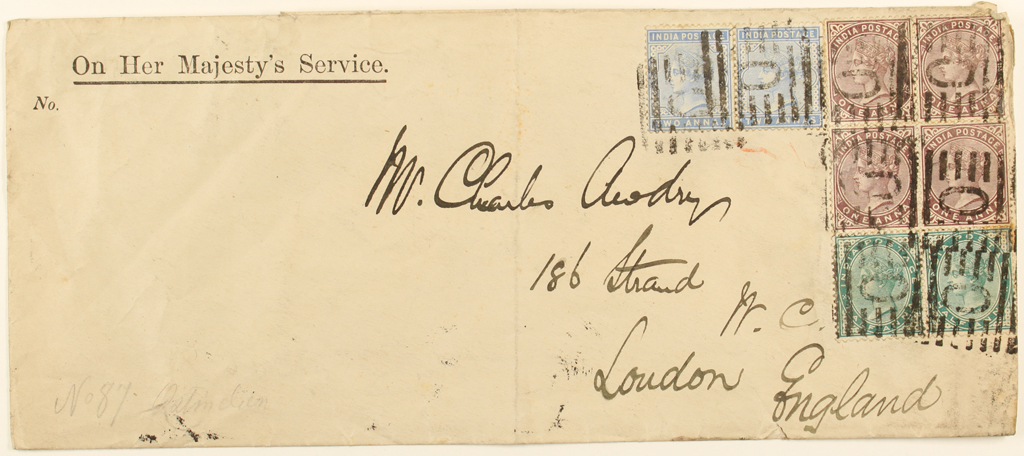
رسالة رسمية تحمل طوابع نصف آنا وآنا واحدة واثنتان آنا

لقد زاد حجم البريد المنقول بواسطة النظام البريدي بشكل مستمر حيث تضاعف بين عامي 1854 و1866 ثم تضاعف مرة أخرى بحلول عام 1871. وأدخل قانون البريد الرابع عشر إصلاحات بحلول الأول من مايو 1866 لتصحيح بعض أوجه القصور والانتهاكات الواضحة في النظام البريدي. كما أدخلت تحسينات على كفاءة الخدمة البريدية. أما في عام 1863 فقد حددت أسعار جديدة أقل للبريد "الباخر" إلى أوروبا بمبلغ 6 آنات و8 بايز للرسالة التي تزن نصف أونصة. وقدمت أيضًا أسعار أقل للبريد الداخلي.
أدت اللوائح الجديدة إلى إزالة الامتيازات البريدية الخاصة التي كان يتمتع بها مسؤولو شركة الهند الشرقية. وقاموا بإعداد الطوابع للاستخدام الرسمي وتسجيلها بعناية لمكافحة إساءة استخدام المسؤولين الامتيازات. في عام 1854 طبعت إسبانيا طوابع بريدية خاصة للاتصالات الرسمية ولكن في عام 1866 كانت الهند أول دولة تتبنى الإجراء البسيط المتمثل في طباعة كلمة "سيرفس" على طوابع البريد وكلمة "سيرفس بوستج" على طوابع الإيرادات. وقد انتشر هذا الابتكار على نطاق واسع في بلدان أخرى في السنوات اللاحقة.
وقد نشأت حالة من النقص لذا كان لا بد من ارتجال هذه الطوابع أيضًا. فبعض المطبوعات البريدية الخدمية النادرة لهذا العام كانت نتيجة للتغييرات المفاجئة في اللوائح البريدية. وأصدرت تصميمات جديدة للطوابع البريدية المكونة من 4 آنا و"6 آنا و8 قطع" في عام 1866. ومع ذلك كان هناك نقص في الطوابع لتلبية المعدلات الجديدة. صممت ستة طوابع آنية مؤقتة عن طريق قطع الجزء العلوي والسفلي من طابع إيرادات الفواتير الأجنبية الحالية وطباعة "بوستاج" فوقها.
وظهرت أربعة تصاميم جديدة أخرى واحدًا تلو الآخر بين عامي 1874 و1876.
أصدرت مجموعة كاملة جديدة من الطوابع في عام 1882 للإمبراطورية الهند التي أعلنت قبل خمس سنوات وذلك في عام 1877. وتتكون التصميمات من صورة فيكتوريا المعتادة في مجموعة متنوعة من الإطارات مكتوب عليها "إنديا بوستاج". كما تغيرت العلامة المائية إلى شكل نجمة. وكانت هذه الطوابع مستخدمة على نطاق واسع ولا تزال شائعة جدًا حتى يومنا هذا.
قدمت ثلاثة طوابع بريدية في عام 1895 تحمل تفاصيل من صورة الملكة فيكتوريا التي رسمها هاينريش فون أنجيلي عام 1885 في فئات 2 و3 و5 روبية. حيث قاموا بإعادة طباعة التصميمات الأخرى الموجودة بألوان جديدة في عام 1900.

## التاريخ البريدي للولايات الهندية

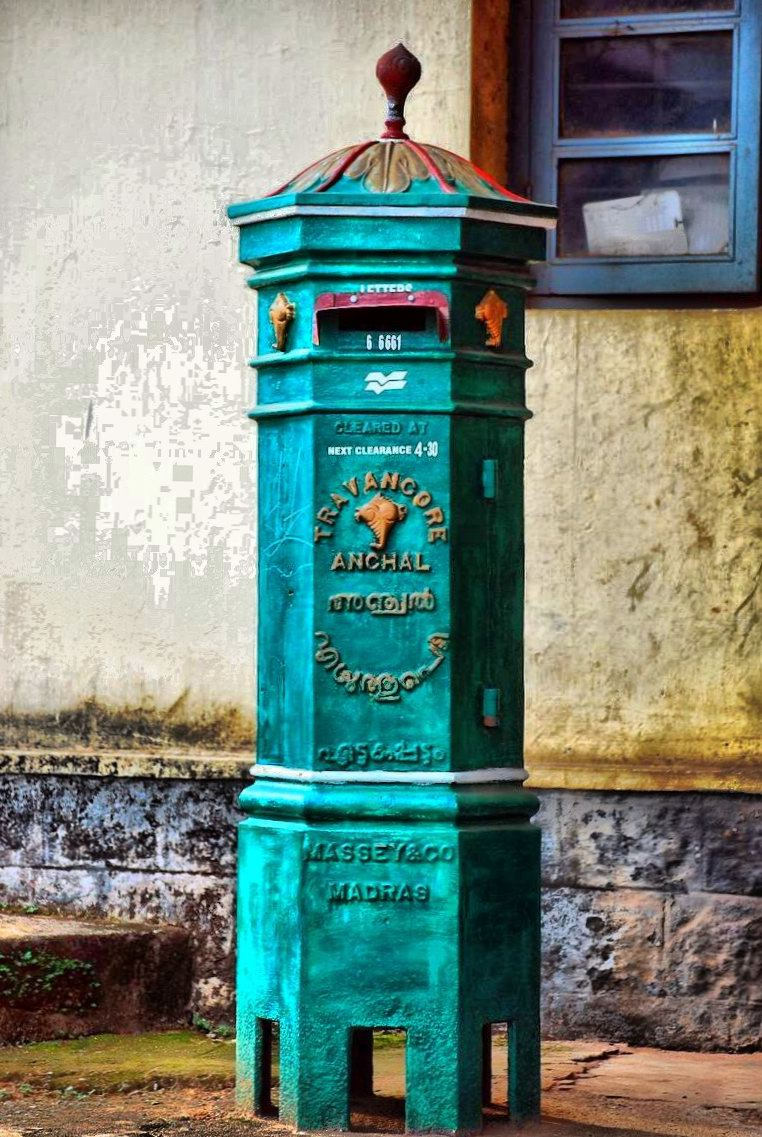
أنشال بيتي (صندوق بريد) ترافنكور

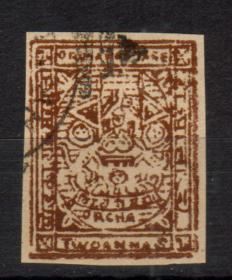
1916 أحمر-بني 2 آنا من أورشا دولة إقطاعية

كانت الهند البريطانية تضم مئات من الولايات الأميرية حوالي 652 ولاية في المجموع ولكن معظمها لم تصدر طوابع بريدية. وكانت الدول التي أصدرت الطوابع البريدية من نوعين: دول الاتفاقية والدول الإقطاعية. تشكل الطوابع البريدية والتاريخ البريدي لهذه الدول تحديات كبيرة ومكافآت عديدة لهواة جمع الطوابع الصبورين. كما يمكن العثور على العديد من النادرات هنا. ومع توافر الكتيبات إلا أنه لا يزال هناك الكثير مما يتعين اكتشافه.
الدول الموقعة على الاتفاقية هي تلك الدول التي لديها اتفاقيات بريدية (أو اتفاقيات) مع مكتب البريد الهندي لتقديم الخدمات البريدية داخل أراضيها. وطبعت الطوابع اللاصقة والقرطاسية البريدية للهند البريطانية لاستخدامها داخل كل دولة من دول الاتفاقية. وكانت باتيالا أول ولاية مؤتمرية في عام 1884 وتلتها ولايات أخرى (تشامبا وفريدكوت (إقطاعية سابقًا اتفاقية من عام 1887) وجواليور وجيند (إقطاعية سابقًا اتفاقية من عام 1885) ونبها) بين عامي 1885 و1887. حيث أصبحت جميع طوابع الاتفاقية غير صالحة اعتبارًا من 1 يناير 1951 عندما استبدلت بطوابع جمهورية الهند الصالحة اعتبارًا من 1 يناير 1950.
احتفظت الدول الإقطاعية بخدماتها البريدية الخاصة داخل أراضيها وأصدرت طوابع بتصاميمها الخاصة. وكانت العديد من الطوابع غير مثقوبة ولا تحتوي على صمغ عند إصدارها. لا تدرج العديد من أنواع الطباعة والورق والأحبار والقوالب في الكتالوجات القياسية. وقد كانت طوابع كل ولاية إقطاعية صالحة فقط داخل تلك الولاية لذا فإن الرسائل المرسلة خارج تلك الولاية كانت تحتاج إلى رسوم بريدية إضافية خاصة بالهند البريطانية. وكانت الدول الإقطاعية مع سنوات بدايتها ونهايتها هي:
- الوار (1877–1899)
- ولاية بمرا (1888–1893)
- برواني (1921–1938)
- بوبال (1876–1932)
- بهور (1879–1901)
- بيجاوار (1935–1937)
- بوندي (1894–1941)
- بوساهر (1895–1900)
- بهاولبور (1947–1949)
- شاركاري (1894–1943)
- كوشين (1892–1933)
- دهار (1897–1898)
- دوتيا (1893–1916)
- فريدكوت (1879–1900)
- حيدر آباد (1869–1949)
- إيدار (1939–1944)
- إندور (1886–1941)
- جيبور (1900–1947)
- جامو وكشمير (1878–1886)
- جمون (1866–1877)
- جيهند (1874–1885)
- كشمير (1866–1867)
- جاسدان (1942–1942)
- جهالوار (1887–1887)
- كيشانجاره (1899–1928)
- لاس بيلا (1897–1904)
- موربي (1931–1935)
- ناندجاون (1892–1893)
- نوانوغور (1877–1893)
- أورتشها (1913–1939)
- بونش (1876–1884)
- راجستان (1949–1949)
- راجبيبلا (1880)
- سيرمور (1879–1899)
- سوروث (1864–1937)
- ترافنكور (1888–1946)
- ترافنكور-كوشين (1949–1950)
- وادهوان (1888–1889)

كانت كل من فريدكوت وجيند باعتبارهما ولايتين إقطاعيتين تصدران طوابعهما الخاصة قبل انضمامهما إلى اتفاقية البريد. كما انضمت فريدكوت في 1 يناير 1887. وانضمت جيند في يوليو 1885، وأصبحت طوابعها من الفترة الإقطاعية غير صالحة للبريد ولكنها استمرت في الاستخدام لأغراض الإيرادات.

## أوائل القرن العشرين

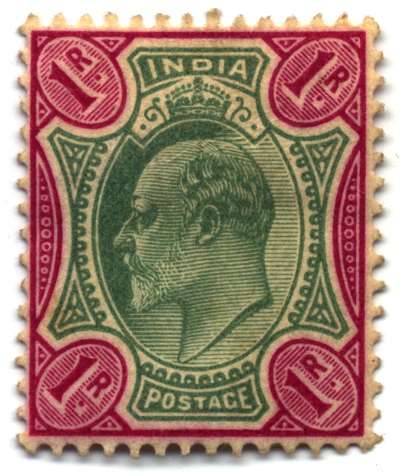
طابع بريدي بقيمة روبية واحدة للملك إدوارد السابع (1902)

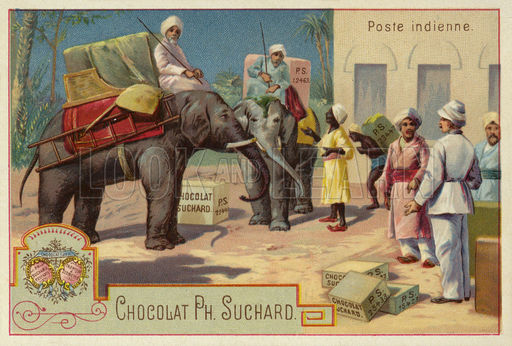
الخدمة البريدية الهندية. بطاقة ترويجية لشوكولاتة سوشارد أواخر القرن التاسع عشر أو أوائل القرن العشرين

في عام 1902 ظهرت سلسلة جديدة تصور الملك إدوارد السابع والتي أعادت استخدام إطارات طوابع فيكتوريا بوجه عام مع بعض التغييرات في اللون وشملت قيمًا تصل إلى 25 روبية. وكانت القيم الأعلى تُستخدم في كثير من الأحيان لدفع رسوم التلغراف والطرود. بطريقة عامة سيؤدي هذا الاستخدام إلى خفض تقدير هواة جمع الطوابع لقيمة الطوابع، باستثناء الطوابع من المكاتب البعيدة أو "المستعملة في الخارج".
كانت طوابع الملك جورج الخامس الصادرة عام 1911 أكثر زخرفة في تصميمها. ويقال أن جورج الخامس وهو من هواة جمع الطوابع وافق شخصيًا على هذه التصاميم. ففي عام 1919 قاموا بإصدار طابع بريدي بقيمة 1½ آنا مكتوب عليه "واحد ونصف آنا" ولكن في عام 1921 تغير هذا إلى "واحد والنصف من آنا". ثم في عام 1926 تغيرت العلامة المائية إلى نمط من النجوم المتعددة.
ظهرت الطوابع المصورة الأولى في عام 1931. قاموا بإصدار المجموعة المكونة من ستة قطع والتي تُظهر قلعة بورانا كيلا بدلهي والمباني الحكومية للإشارة إلى انتقال الحكومة من كلكتا إلى نيودلهي. كما صدرت مجموعة أخرى من سبعة طوابع مصورة تُظهر أيضًا مباني احتفالًا باليوبيل الفضي للملك جورج الخامس في عام 1935.
تضمنت الطوابع الصادرة في عام 1937 أشكالاً مختلفة من نقل البريد مع ظهور صورة الملك جورج السادس على الطوابع الأعلى قيمة. وصدر إصدار جديد في عام 1941 مقيدًا بظروف التقشف في الحرب العالمية الثانية وكان يتألف من تصميمات بسيطة إلى حد ما باستخدام كميات ضئيلة من الحبر والورق. وبما أن مكاتب البريد الهندية كانت تحتاج سنوياً إلى مليارات الطوابع البريدية فقد قاموا على الفور بسحب الطوابع المصورة الكبيرة وإصدار طوابع أصغر حجماً كإجراء اقتصادي. ولكن هذا لم يخفف من مشكلة الورق وكان من المرغوب فيه تقليل الحجم أكثر من ذلك.
أعقب إصدار نصر في يناير 1946 إصدار أول من دومينيون في نوفمبر 1947 وكانت طوابعه الثلاثة هي الأولى التي تصور عمود أشوكا والعلم الجديد للهند (أظهر الثالث طائرة).
كانت الطوابع البريدية تصدر بوحه عام بأسلوب منفصل عن طوابع الإيرادات. ومع ذلك في عام 1906 أصدرت مجموعة طوابع الملك إدوارد السابع بقيمتين هما نصف آنا وآنا واحدة مع عبارة "الهند البريدية والإيرادات". كما أضافت سلسلة جورج الخامس (1911 إلى 1933) قيمتين إضافيتين اثنتين من الأنا وأربعة من الأنا إلى طوابع البريد والإيرادات. ثم كانت هذه الإصدارات ذات الغرض المزدوج استثناءً وعادةً ما كان يصدر النوعين بطريقة منفصلة.

### الصحافة الأمنية الهندية

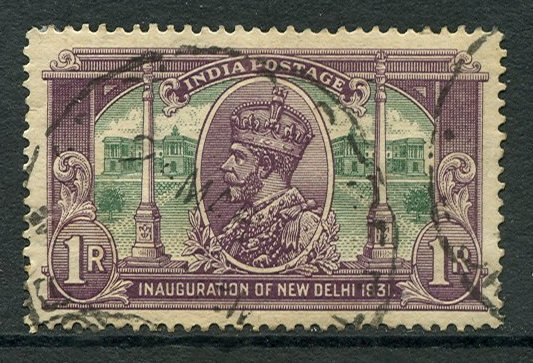
احتفلت سلسلة 1931 بتنصيب نيودلهي مقرًا للحكومة. الطابع البريدي ذو الروبية الواحدة يظهر عمودي الأمانة العامة والدومينيون.

اعتبارًا من 1 يناير 1926 أجريت جميع عمليات الطباعة والطباعة فوق طوابع البريد الهندية في الصحافة الأمنية الهندية بناسيك. حيث كانت إمكانية طباعة الطوابع البريدية وغيرها من المواد الأمنية في الهند محل بحث قبل الحرب العالمية الأولى ولكن لم يكن من الممكن متابعتها في ذلك الوقت. في عام 1922 استكشفت جدوى هذا الإصدار في إنجلترا من قبل المقدم سي إتش ويليس من سي آي إي الذي كان آنذاك رئيس دار سك العملة في بومباي والسيد أف دي أسكوتي من آي سي أس مراقب الطباعة والقرطاسية والطوابع. وقد أدى تقريرهم الإيجابي الذي أعقبه عرض ناجح لتقنيات الإنتاج في دلهي عام 1923 إلى اتخاذ الحكومة قرارًا بإنشاء مطبعة أمنية في ناشيك. لقد كلفت شركة توماس دي لا رو في لندن بمسؤولية إنشاء المطبعة وهي الشركة التي كانت تتمتع بالفعل بعلاقة طويلة الأمد مع الطوابع الهندية لمدة ستة عقود. وبدأ البناء في عام 1924 بتقدير أصلي بلغ 27.5 لكح روبية واكتمل في عام 1925 بتكاليف إضافية بلغت 67 و1/400000 روبية.
بدأت طباعة الطوابع في ناسيك في عام 1925. حيث كانت الطوابع الأولى التي أنتجت هي السلسلة النهائية لجورج الخامس والتي طبعت باستخدام الطباعة من نفس الألواح التي استخدمت في وقت سابق في إنجلترا بواسطة دي لا رو والتي نقلت الآن إلى الهند. غيرت الصحافة العلامة المائية إلى نجوم متعددة. أعيد استخدام الطباعة الحجرية وكانت الطوابع الأولى المطبوعة بهذه التقنية هي سلسلة البريد الجوي الأولى لعام 1929. واستمرت شركة سيكيوريتي برس في استخدام الطباعة في معظم الطوابع مع الاحتفاظ بعملية الطباعة الحجرية لأهم الإصدارات التذكارية وكان الإصدار التالي هو سلسلة عام 1931 التي تحيي ذكرى تنصيب نيودلهي كمقر للحكومة في عام 1931. أما الطابع البريدي ذو الروبية الواحدة فيظهر عمودي الأمانة العامة والدومينيون. واستمرت هذه الممارسة بعد الاستقلال. كما كانت السلسلة النهائية الأولى التي قاموا بإصدارها هي السلسلة التي أطلق عليها خطأً اسم "الأثرية" والتي تتكون من 16 قيمة، حيث أنتجت القيم الأربع الأولى عن طريق الطباعة الحجرية والقيم المتبقية عن طريق الطباعة.
قام بتثبيت تقنية الطباعة الضوئية الجديدة في عام 1952. وكانت سلسلة القيم الستة الصادرة في أكتوبر 1952 حول موضوع القديسين والشعراء هي الأولى التي أنتجت بهذا الشكل. ومع ذلك لم تكن هذه أول طوابع التصوير الفوتوغرافي المحفورة في الهند حيث سبقتها سلسلة غاندي الأولى في عام 1948، والتي طبعها كورفوازييه في جنيف باستخدام تقنية التصوير الفوتوغرافي المحفور. منذ ذلك الحين استخدمت الطباعة الضوئية لإنتاج جميع الطوابع الهندية، حيث قاموا بالاحتفاظ بالطباعة الحجرية والطباعة على ملصقات الخدمة فقط.

## الهند المستقلة

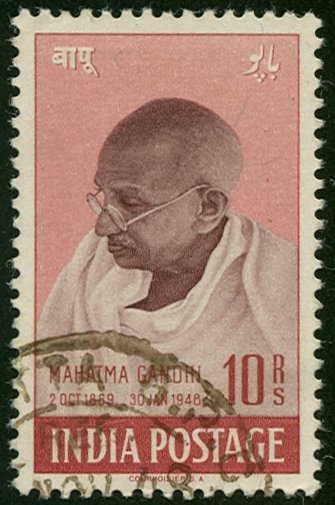
طابع بريدي بقيمة 10 روبيات يحمل صورة المهاتما غاندي صدر في 15 أغسطس 1948

صُدر أول طابع بريدي للهند المستقلة في 21 نوفمبر 1947. ويظهر العلم الهندي مع شعار الوطنيين جاي هند (تحيا الهند) في الزاوية اليمنى العليا. وقد قُيّم بثلاثة آنات ونصف.
أصدرت نسخة تذكارية لمهاتما غاندي في 15 أغسطس 1948 في الذكرى الأولى للاستقلال. وبعد مرور عام واحد بالضبط ظهرت سلسلة نهائية تصور التراث الثقافي الواسع للهند والذي يتكون في الغالب من معابد ومنحوتات ومعالم وحصون هندوسية وبوذية وإسلامية وسيخية وجاينية. وصدرت نسخة لاحقة احتفالاً بتنصيب جمهورية الهند في 26 يناير 1950.
وشملت الإصدارات النهائية موضوع التكنولوجيا والتطوير في عام 1955 وسلسلة تُظهر خريطة الهند في عام 1957 مقومة بالناي بايسا (عملة عشرية) وسلسلة تحتوي على مجموعة واسعة من الصور في عام 1965.

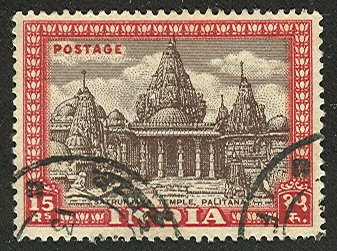
ساترونجايا مجمع معابد جاين بالقرب من باليتانا في 15 أغسطس 1949. تعكس الطوابع الهندية التراث الثقافي القديم والغني للبلاد.

قاموا باستبدال النقش القديم "إنديا بوستاج" في عام 1962 بـ"भारत إنديا" مع أن ثلاثة طوابع صدرت بين ديسمبر 1962 ويناير 1963 حملت النقش السابق.
طبعت الهند طوابع ومستندات بريدية لدول أخرى وخاصة الدول المجاورة. بحيث تشمل الدول التي طبعت طوابعها في الهند بورما (قبل الاستقلال) والنيبال وبنجلاديش وبوتان والبرتغال وإثيوبيا.

## اليوم
إدارة البريد التي تعمل باسم البريد الهندي هي نظام بريدي تديره الحكومة ويشار إليها ببساطة داخل الهند باسم "مكتب البريد". وبفضل انتشارها الواسع وتواجدها في المناطق النائية تقدم الخدمة البريدية الهندية العديد من الخدمات مثل الخدمات المصرفية للادخار الصغير والخدمات المالية. فاعتبارًا من 31 مارس 2011 يوجد لدى هيئة البريد الهندية 154,866 مكتب بريد منها 139,040 (89.78%) في المناطق الريفية و15,826 (10.22%) في المناطق الحضرية. كما يحتوي على 25,464 مكتب شراء إداري و 129,402 مكتب تعهيد تنفيذي. وفي وقت الاستقلال كان هناك 23.344 مكتباً بريدياً والتي كانت في الغالب في المناطق الحضرية. وبذلك سجلت الشبكة نمواً قدره سبعة أضعاف منذ الاستقلال مع التوسع في المناطق الريفية بالدرجة الأولى. وفي المتوسط يخدم مكتب البريد مساحة قدرها 21.23 كيلومترًا مربعًا ويبلغ عدد سكانه 7114 شخصًا. ويعتقد أن الهند تمتلك النظام الأكثر انتشاراً في العالم (إذ أن الصين لديها 57 ألف مكتب وروسيا 41 ألف مكتب والولايات المتحدة 38 ألف مكتب). يحيث ينتج هذا الانتشار للمكاتب عبر تاريخ الهند في وجود العديد من الأنظمة البريدية المتباينة والتي وحدت في النهاية في الاتحاد الهندي بعد الاستقلال.
قسمت الهند إلى 22 دائرة بريدية ويرأس كل دائرة مدير عام مكتب البريد. كما تنقسم كل دائرة إلى مناطق تضم وحدات ميدانية تسمى الأقسام ويرأسها مدير عام مكتب البريد وتنقسم أيضًا إلى وحدات يرأسها ضباط شرطة المنطقة "أس أس بيه أوه" وضباط شرطة "أس بيه أوه" والأقسام الفرعية التي يرأسها ضباط شرطة "إيه أس بيه" وضباط شرطة"آي بيه أس". وتوجد وحدات وظيفية أخرى مثل مستودعات الطوابع الدائرية ومستودعات المتاجر البريدية وخدمة البريد السريع في مختلف الدوائر والمناطق. بالإضافة إلى الدوائر الـ22 هناك دائرة أساسية خاصة لتوفير الخدمات البريدية للقوات المسلحة الهندية. حيث يرأس الدائرة الأساسية مدير عام إضافي لدائرة البريد بالجيش يحمل رتبة لواء.
استمر ظهور غاندي ونهرو وشخصيات تاريخية أخرى على الإصدارات البريدية اللاحقة من البلاد منذ الاستقلال حيث شهد ما يقرب من نصف قرن من الزمان ظهور تعريفات غاندي للطوابع البريدية الأكثر استخدامًا في العصر المعني لتصبح مرادفة لطابع بريدي للشعب الهندي في تلك الفترة الزمنية المعنية. وتجد موضوعات جديدة الآن مكانها على طوابع البريد الهندية مع إصدار بعض الطوابع بأسلوب مشترك مع وكالات بريدية من بلدان أخرى ومصادر الطاقة المتجددة والنباتات والحيوانات المحلية وحتى الإصدارات السنوية الخاصة التي تحمل أمنيات التهنئة بالموسم. أما في 9 مارس 2011 فقد أطلق البريد الهندي مكتب بريد إلكتروني عبر الإنترنت. كما توفر البوابة حوالات مالية إلكترونية وأوامر مالية فورية وطوابع للمجمعين ومعلومات بريدية وتتبع الشحنات السريعة والدولية والبحث عن رمز بيه آي أن وتسجيل الملاحظات والشكاوى عبر الإنترنت.

### المتحف الوطني للطوابع
لكنني توصلت إلى خطة أبسط بكثير. لقد جمعت كل الأطفال في منطقتي وطلبت منهم التطوع للعمل لمدة ساعتين أو ثلاث ساعات في الصباح عندما لا يكون لديهم مدرسة. وقد وافقوا على القيام بذلك طواعية. لقد وعدتهم بأن أباركهم وأعطيهم، كمكافأة، طوابع بريدية مستعملة قمت بجمعها.
افتتح المتحف الوطني للطوابع في الهند في 6 يوليو 1968 في نيودلهي. وبدأت هذه الفكرة في اجتماع اللجنة الاستشارية للطوابع البريدية في 18 سبتمبر 1962. بالإضافة إلى المجموعة الكبيرة من طوابع البريد الهندية المصممة والمطبوعة والصادرة فإنها تحتوي على مجموعة كبيرة من الولايات الهندية سواء الكونفدرالية أو الإقطاعية والمقالات المبكرة والإثباتات وتجارب الألوان ومجموعة من الطوابع الهندية "المستخدمة في الخارج" بالإضافة إلى البطاقات البريدية الهندية المبكرة والقرطاسية البريدية والمجموعات ذات المواضع المختلفة.
جدد المتحف على نطاق واسع في عام 2009. وهو يضم الآن المزيد من المعروضات ومكتب لهواة جمع الطوابع وأشياء بريدية أخرى مثل صناديق البريد الفيكتورية الجميلة.
أقيم معرض دولي للطوابع البريدية في الفترة من 12 إلى 18 فبراير 2011 وذلك بمناسبة الذكرى المئوية للبريد الجوي الرسمي الأول في الهند. أما بمناسبة معرض إنديبكس 2011 فقد أصدر بريد الهند طابع خاص عن المهاتما غاندي لإحياء ذكرى هذا الحدث. طُبع على قماش الخادي وهو قماش قطني مصنوع يدويًا استخدمه غاندي كرمز لتقرير المصير والاعتماد على الذات. وأصدرت حزمة العرض التقديمي براتيبا باتيل -رئيسة الهند- يوم السبت 12 فبراير 2011 في معرض إنديبكس 2011 وهو المعرض العالمي للطوابع البريدية الذي أقيم في نيودلهي عاصمة الهند.